# 冉遗鱼
冉（ran）遗鱼是传说中异鱼名，生活在英鞮之山的涴水里。该山长很多漆树，山下则很多金属矿物和玉石，山中的鸟兽都是白色的。涴水则从此地发源，然后向北流注到陵羊泽。冉遗鱼本身鱼的身体，但是蛇的头，有六只脚。吃了這種魚以後人不會夢魘，以及可以禁凶。记载于《山海经·西次四经》